# Milakovići (Czarnogóra)
Milakovići (cyr. Милаковићи) – wieś w Czarnogórze, w gminie Pljevlja. W 2011 roku liczyła 40 mieszkańców.